# Psion

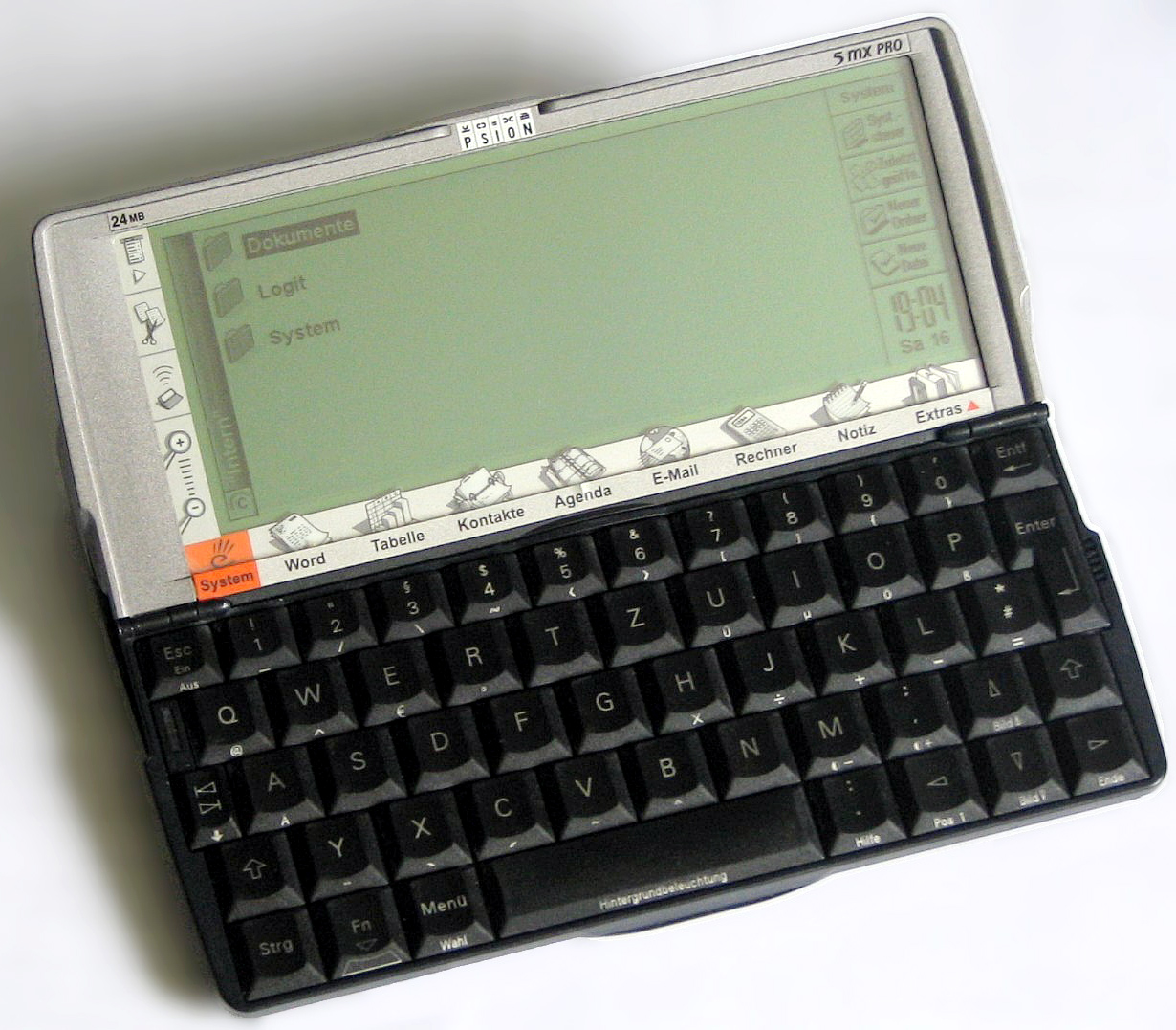
Psion Serie 5 mx pro mit EPOC Release 5

Das britische Unternehmen Psion Plc. [ˈsaɪən] war in den 1990er-Jahren einer der führenden Hersteller von Electronic Organizern und zählt zu den Miterfindern dieser Geräteklasse. Modelle nachfolgend dem Modell Psion Organiser II wurden im Handel nicht mehr als Organizer, sondern als Psion PDA vermarktet.
Bis 2012 bot das Unternehmen mit Sitz in London, England, unter dem Namen Psion PDAs, Smartphone und Electronic Organizer mit dem Betriebssystem Windows CE und Funknetze für industrielle Anwendungen an.
Am 15. Juni 2012 übernahm Motorola Solutions das Unternehmen für 200 Millionen US-Dollar. Im Jahr 2014 veräußerte Motorola den Bereich Enterprise Solutions einschließlich Symbol Technologies und Psion an Zebra Technologies. Zum Stand April 2015 werden von Zebra unter diesen Marken keine Produkte mehr angeboten, sodass käuflich erwerbbare Psion-Geräte aus Restbeständen stammen.

## Geschichte

Historisches Logo

Das Unternehmen Psion wurde 1980 von David E. Potter (* 1943 in Südafrika) gegründet. Das Akronym steht für „Potter Scientific Instruments Or Nothing“. 
Das Logo besteht aus den fünf einzeln gestellten Buchstaben, wobei die weißen Zeichen darüber den jeweiligen Buchstaben zerlegt in die einzelnen typografischen Elemente zeigen.
Psion befasste sich zunächst mit Computerspielen für Heimcomputer wie zum Beispiel den Sinclair ZX Spectrum (am bekanntesten war Psion Chess) und den Officeprogrammen für den Sinclair QL (Textverarbeitung Quill, Tabellenkalkulation Abacus, Datenbank Archive, Geschäftsgrafik Easel), das später unter dem Namen PC-4 auch in einer Version für MS-DOS angeboten wurde und eine für damalige Verhältnisse erstaunlich gute Bedienbarkeit und Stabilität besaß.
1984 erschien mit dem Organiser I der erste tragbare Rechner bzw. Electronic Organizer mit Tastatur und langer Batterielebensdauer von Psion. Die späteren Geräte Series 3 (ab 1991) und Series 5 (ab 1997) setzten Maßstäbe hinsichtlich der Zuverlässigkeit und Bedienerfreundlichkeit. Insbesondere die gute Benutzbarkeit der Tastatur in einem derart kleinen Gerät ist erwähnenswert. Dennoch verlor Psion zunehmend Marktanteile gegenüber tastaturlosen PDAs (insbesondere von Palm, jetzt PalmOne) und stellte die Produktion von Electronic Organizern als Consumer-Produkt im Jahr 2002 ein.
Für seine Electronic Organizer entwickelte Psion eigene Betriebssysteme namens SIBO und EPOC. Die Weiterentwicklung des Betriebssystems EPOC32 wurde 1998 in das Unternehmen Symbian Ltd. ausgegliedert, an welcher neben Psion auch Ericsson, Motorola und Nokia beteiligt waren. Im Jahr 2004 verkaufte Psion seine Anteile an Symbian, welche dann Marktführer bei Smartphone-Betriebssystemen war.
Nach der Ausgliederung der Betriebssystemsparte und der Einstellung der Organizer-Produktion verbleibt das im Jahr 2002 gekaufte kanadische Unternehmen Teklogix als einziger produzierender Betriebsteil. Unter dem Namen Psion Teklogix werden PDAs, Smartphone und Electronic Organizer mit dem Betriebssystem Windows CE und Funknetze für industrielle Anwendungen hergestellt. Nach der Einstellung von netpad und netBook pro mit 1. Juli 2006 wegen der EU-Bestimmung RoHS „zu bleifreien Loten“ bleibt der Workabout MX (mit SIBO Betriebssystem) als einziges echtes Psion-Gerät im Angebot.

## Psion-Geräte
- Psion Organiser I
- Psion Organiser II CM/XP/LZ/LZ64
- Psion HC 100/110/120/150
- Psion MC 200/400/600
- Psion Serie 3
- Psion Serie 3a
- Psion Siena
- Psion Serie 3c
- Psion Serie 5
- Psion Workabout
- Psion Serie 3mx
- Psion Serie 5mx
- Psion Serie 5mx pro
- (Ericsson MC218 Communicator)
- Psion Workabout mx
- Psion Revo

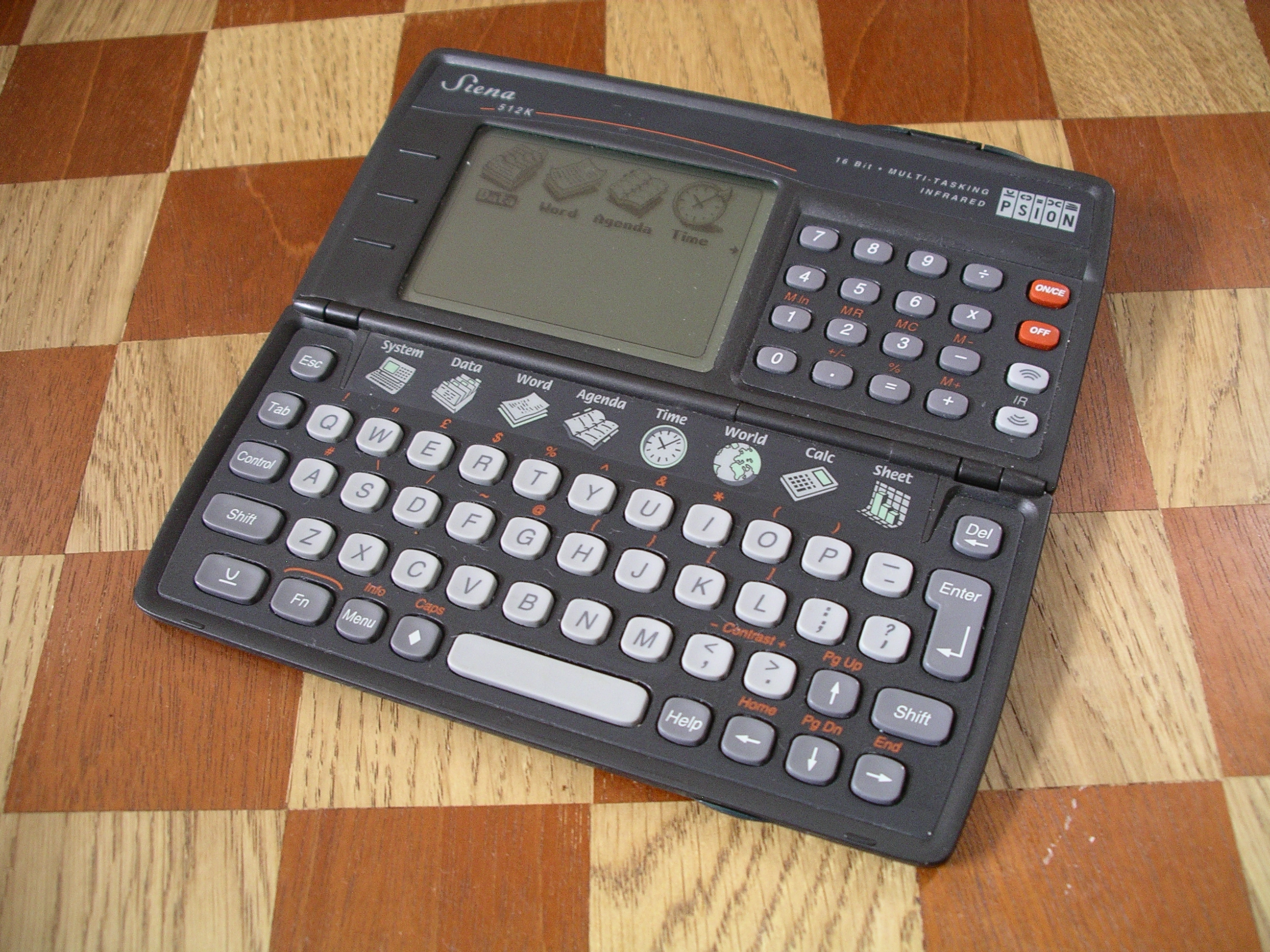
Psion Siena

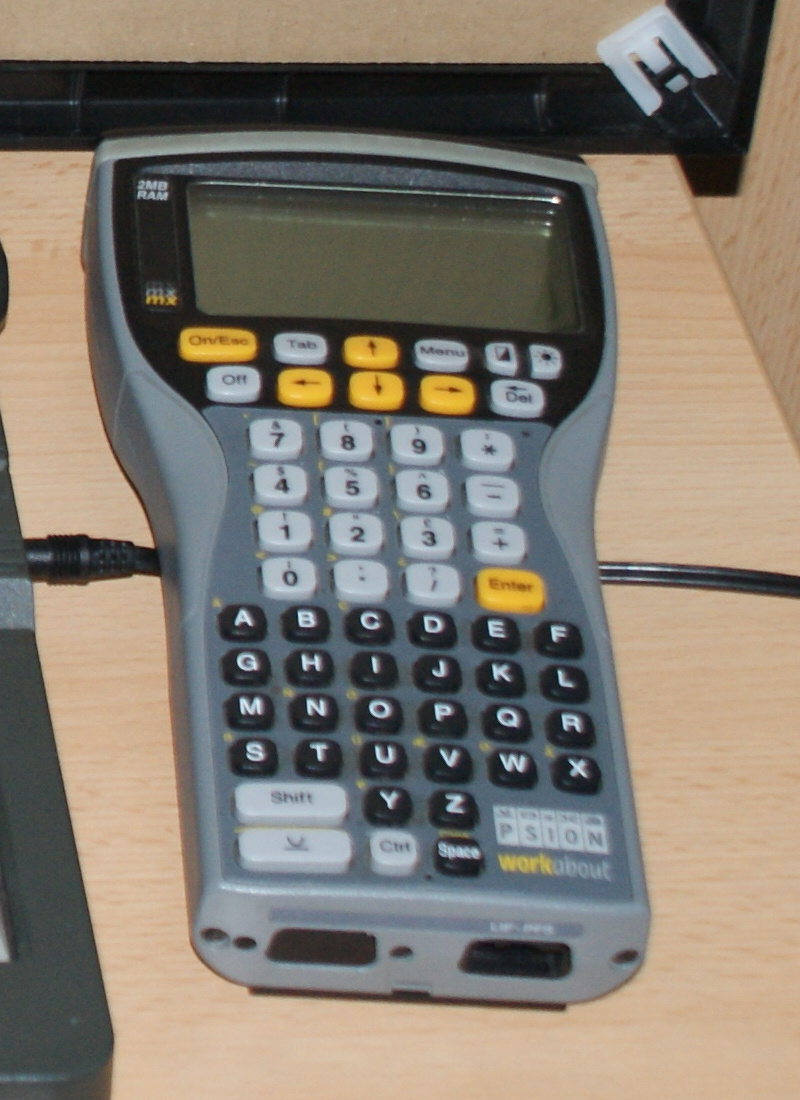
Psion Workabout

- Psion Revo plus (in den USA als Diamond Mako verkauft)
- Psion 618c (Chinesische Version des Psion Revo)
- Psion Series 7
- Psion netBook
- Psion netpad
- Psion Revo Conan (Prototyp eines um Bluetooth und Hintergrundbeleuchtung erweiterten Revo plus mit Symbian OS 6, nie in den Handel gekommen)
- Psion LX (Prototyp eines netBook pro mit eigener Linux-Distribution. Kurz vor Fertigstellung eingestellt)

Kompatible Geräte mit SIBO-Betriebssystem
- Acorn Pocketbook (entspricht Serie 3)
- Acorn Pocketbook II (entspricht Serie 3a)
- Xemplar Pocketbook III (entspricht Serie 3mx)

Kompatible Geräte mit EPOC-Betriebssystem
- Geofox One (Lizenzprodukt mit erweiterter Hardware gegenüber Serie 5 classic, EPOC ER3)
- Oregon Scientific Osaris (EPOC ER4, kleinerer Bildschirm als 5mx)
- Ericsson MC 218 (entspricht Serie 5 mx)
- Philips Ilium Accent (Prototyp)
- Ericsson R380 (eigene, nicht erweiterbare EPOC-Version ER5u mit spezieller Oberfläche)
- Psion MBook (entspricht weitgehend dem netBook, wurde aber speziell für ein Schulprojekt in Malaysia entwickelt, deshalb die Abkürzung M)

### Psion Organiser

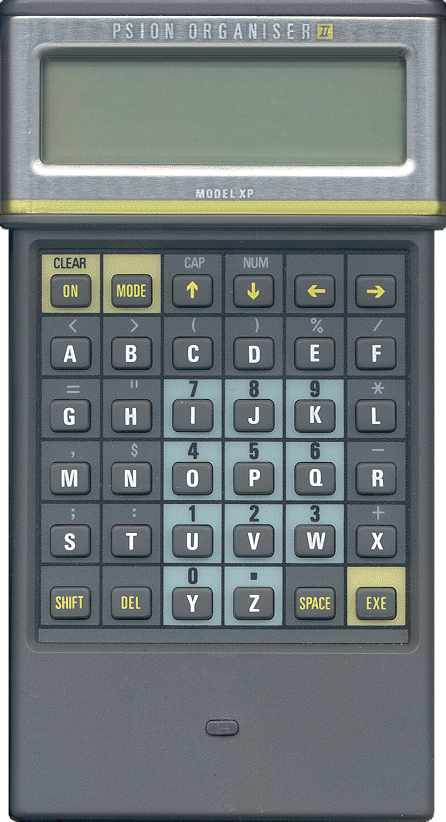
Psion Organiser II (ohne Schutzdeckel) 1984

Der Organiser hat ein charakteristisches Hartplastikgehäuse mit verschiebbarem Schutzdeckel, welcher eine alphanumerische 6x6 Tastatur freigibt. Der erste Organiser (1984) hatte ein einzeiliges LC-Display und verfügte in der Grundausstattung über eine einfache Datenbank, Rechner und Uhr. Der Psion Organiser II (1986) wurde mit einem etwas größeren Display und mehr Applikationen (Wecker, Terminplaner,…) versehen und war vor allem sehr einfach programmier- und erweiterbar. Hardware-Zusätze wie serielle bzw. parallele Schnittstelle, Drucker, Barcode- und Magnetkartenleser sowie eine breite Palette an Software machten ihn zu einem universellen Werkzeug, was sehr zu seinem kommerziellen Erfolg beitrug – Schätzungen belaufen sich auf 750.000 bis über 1 Million verkaufte Einheiten.
Der erste Organiser hatte nur 2 kB Arbeitsspeicher, Daten wurden in einem austauschbaren Modul, dem DATAPAK, auf einem EPROM gespeichert. Die Methode ließ sich Psion patentieren, weswegen diese – für die damalige Zeit revolutionäre – Technologie anderen Firmen nicht zur Verfügung stand.
Der Organiser II – anfangs mit 8 kB RAM und 2×16-Zeichen-Display (Modell CM) – wurde stetig weiterentwickelt: zunächst das Modell XP mit 16, später 32 kB, dann der LZ mit 4×20-Zeichen-Display und zuletzt der LZ64 mit 64 kB RAM. Spezielle Point-Of-Sale Modelle hatten zum Teil andere Tastatur-Layouts und bis zu 96 kB RAM. Als Datenspeicher dienten neben dem internen Speicher weiterhin PAKs, als DATAPAK (EPROM), RAMPAK (batteriegepuffertes RAM) und FlashPAK (EEPROM) mit bis zu 256 kB.
Der Organiser hat zwei Slots für PAKs (Speichermedien) und einen Erweiterungsport. Die Programmiersprache ist bereits Open Programming Language (OPL), damals „Organiser Programming Language“, die erste Implementierung der OPL.
Durch das stabile Gehäuse ist der Organiser beinahe unverwüstlich, die Batteriestandzeit liegt bei Monaten (!), wohl deshalb – und obwohl die Uhr am Jahr-2000-Problem leidet (ausg. Modell LZ) – sind immer noch erstaunlich viele Exemplare des „grandfather of all handhelds“ in der mobilen Datenerfassung im Einsatz.

### Psion MC 200/400/600
1989 bewies Psion mit dem MC 400 seine Innovationskraft. Das Gerät war seiner Zeit weit voraus – und trotzdem ein kommerzieller Fehlschlag, der Psion beinahe in den Ruin getrieben hätte.
Das A4-große, formschöne Notebook hatte einen exzellenten 640 × 400 Pixel LCD und – zu einer Zeit, in der Windows noch bei Version 2.11 (ohne Fenstermanagement, Multitasking) lag – eine grafische Benutzeroberfläche mit Multitasking. Anstelle einer Maus gab es erstmals ein Touchpad – eine Technologie, die erst Jahre später wieder aufgegriffen werden sollte. Das neu entwickelte SIBO Betriebssystem erlaubte Hot-Swapping der Flash-Speicherkarten in den 4 Speicherslots, und mit den beiden Hardware-Erweiterungsschächten schien das Gerät für alle zukünftigen Entwicklungen vorbereitet zu sein.
Aber es kam anders. Zum einen war der Preis mit 845 Pfund recht hoch, auch die Speicherkarten waren extrem kostspielig. Zum anderen war die Software zur Markteinführung noch nicht ausgereift: Die Textverarbeitung enttäuschte, die Programmiersprache OPL wurde beinahe unverändert vom Organiser II übernommen und unterstützte die Grafikfähigkeiten des Geräts nicht, außerdem mussten professionelle Entwickler über ein Jahr auf das SDK warten. Das angekündigte Sprachkomprimierungsmodul wurde nie fertiggestellt, und abgesehen von einem Parallel-Port gab es auch keine Hardware-Erweiterungen. Zudem warf die Presse dem Gerät mangelnde Kompatibilität zum PC vor.
Die Verkaufszahlen waren alles andere als berauschend, und daran änderte auch die 1990 als Gratis-Update herausgebrachte SIBO Version 2 nichts mehr, obwohl diese mit einer WORD-ähnlichen Textverarbeitung und einer wesentlich verbesserten OPL-Version aufwartete. Noch schlechter verkaufte sich die abgespeckte Version MC 200 mit einem blau-weißen, halb so hohen Bildschirm und 128 kB RAM (statt 256 kB).
Ebenso überstürzt wurde der MC 600 auf den Markt geworfen. Dieser verwendete – wohl als Reaktion auf die Pressekritik – MS-DOS als Betriebssystem und hatte 768 kB RAM und eine 1 MB Ramdisk, was den Preis noch einmal in die Höhe trieb. Das Touchpad wurde zugunsten einer Funktionstastenleiste fallen gelassen, und die Bildschirmauflösung betrug nur 640×200 Pixel nach dem CGA-Standard. Das Gerät war von Anfang an ein Flop.

### Psion Serie 3

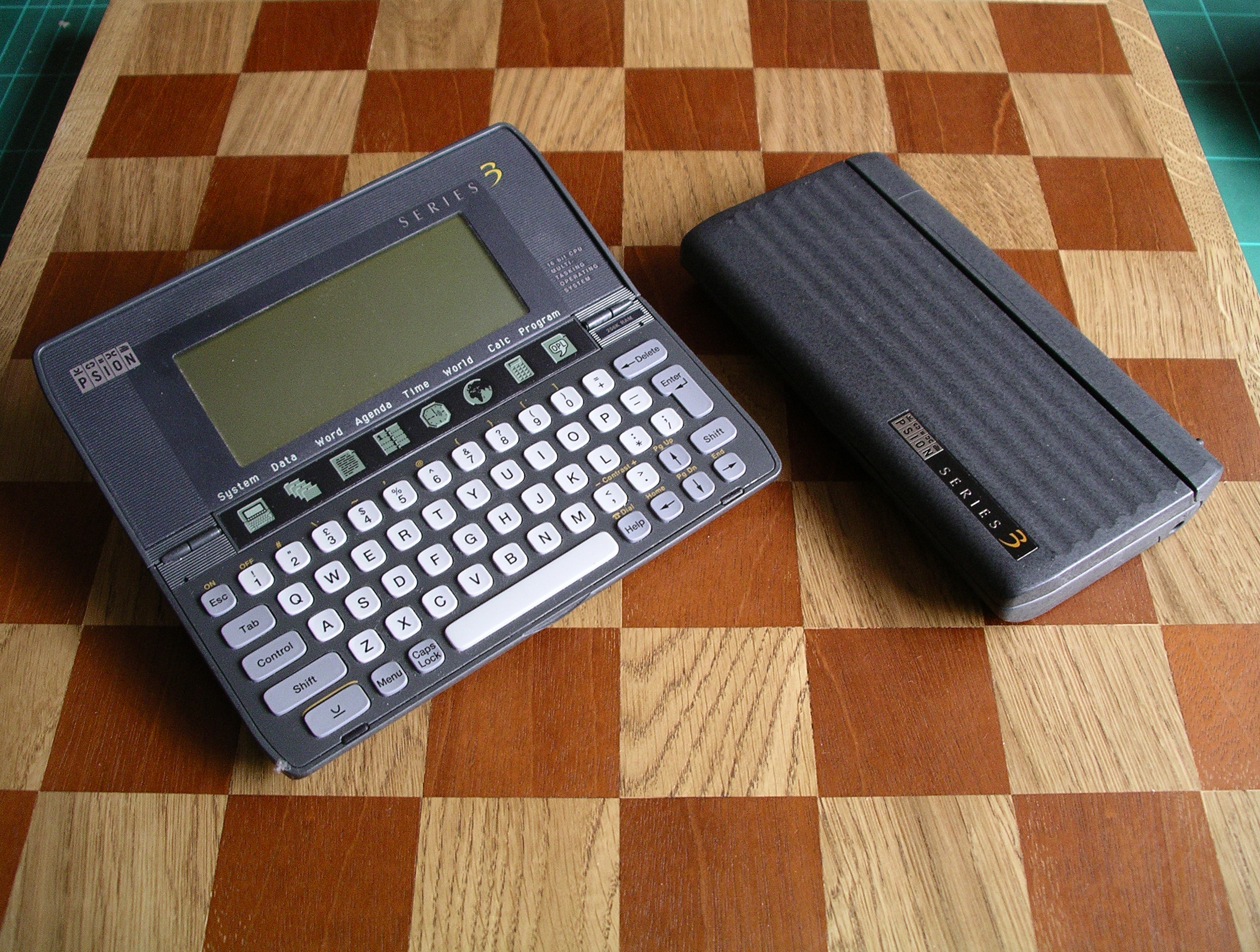
Psion Serie 3; rechts in zugeklapptem Zustand

Im September 1991 erfolgte die offizielle Vorstellung des bis dato erfolgreichsten PSION-Produkts – der Serie 3. Der einzigartige Klappmechanismus – das Clam-Shell-Design, welches Bildschirm, Anwendungstasten und Tastatur schützt, das weiterentwickelte SIBO mit der Integration von Word und der Agenda. Der Kaufpreis betrug 199 £ (600 DM / 300 €) für das Modell mit 128 kB RAM und 249 £ (700 DM / 350 €) für 256 kB RAM.
Weitere Ausstattungsmerkmale:
- monochromes LCD, 240 × 80 Pixel
- Abmessungen: 165 mm × 85 22 mm
- Gewicht: 300 g inklusive Batterien
- erweiterbar durch 2×SSD-Einschub
- 128 oder 256 kB RAM
- RS-232 Schnittstelle

Allein die Anlaufzeit nach der Vorstellung bis zur vollen Verfügbarkeit am Markt (1992) war etwas lang. Dann jedoch wurde die Serie 3 ein voller Erfolg, der sich in mehr als 100.000 verkauften Geräten niederschlug.
Es benötigte auch hier beinahe ein Jahr, bis das SDK bereitstand, allerdings war mit OPL/G, der grafischen Ausbaustufe der eingebauten Programmiersprache, der Startschuss für eine Flut von Shareware und Freeware gegeben, was nicht zuletzt den Erfolg des Gerätes und aller seiner Nachfolger bewirkte.

### Psion Serie 3a

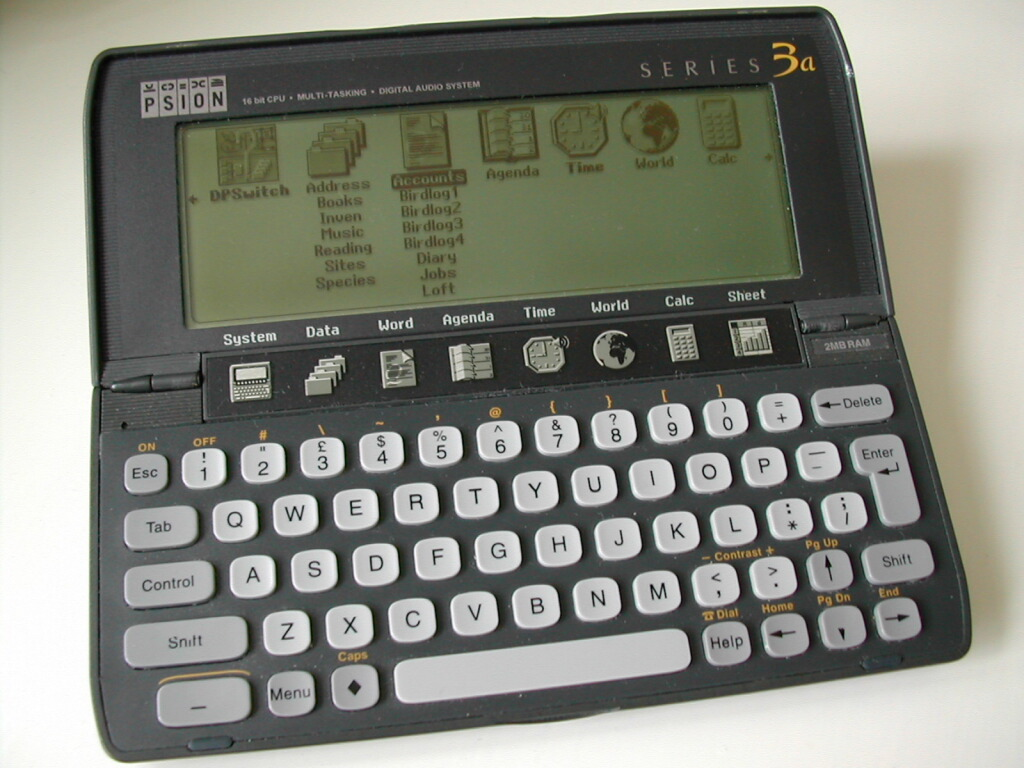
Psion Serie 3a: Bedienungsoberfläche

Wenn auch die nur minimal veränderte Bezeichnung 3a anderes vermuten ließ, war doch der Fortschritt, den der Serie 3a mit sich brachte, gewaltig. Der in beide Richtungen verdoppelte Bildschirm mit nun 480 × 160 Pixel, der doppelt so schnelle NEC V30H Prozessor mit 7,68 MHz, um Tabelle und digitalen Sound erweitertes ROM, hätte bei vielen anderen Firmen eine andere Namensgebung bewirkt. Vielleicht ist dies aber auch nur Ausdruck des britischen Understatements gewesen.
Trotz des anfangs recht hohen Preises von 329 £ (900 DM / 450 €) für die Version mit 512 kB RAM (neben der 256 kB Einsteigerversion) war der Serie 3a von Anfang an ein mächtiger Verkaufserfolg, der drei Jahre anhalten sollte. Nach den etwas grobpixeligen Grafiken des Serie 3 explodierte der Shareware-Markt förmlich, mit 1.500 Applikationen, darunter auch zahlreichen Spielen. Ein Wert, den zuvor kein anderer Computer erreicht hatte.
In den nächsten fünf Jahren kamen nur kleinere Modellmodifikationen hinzu, ohne das Gesamtpaket wesentlich zu verändern. Eine 1-MB- und eine 2-MB-Version stellten das Maximum des S3a dar.

### Psion Serie 3c

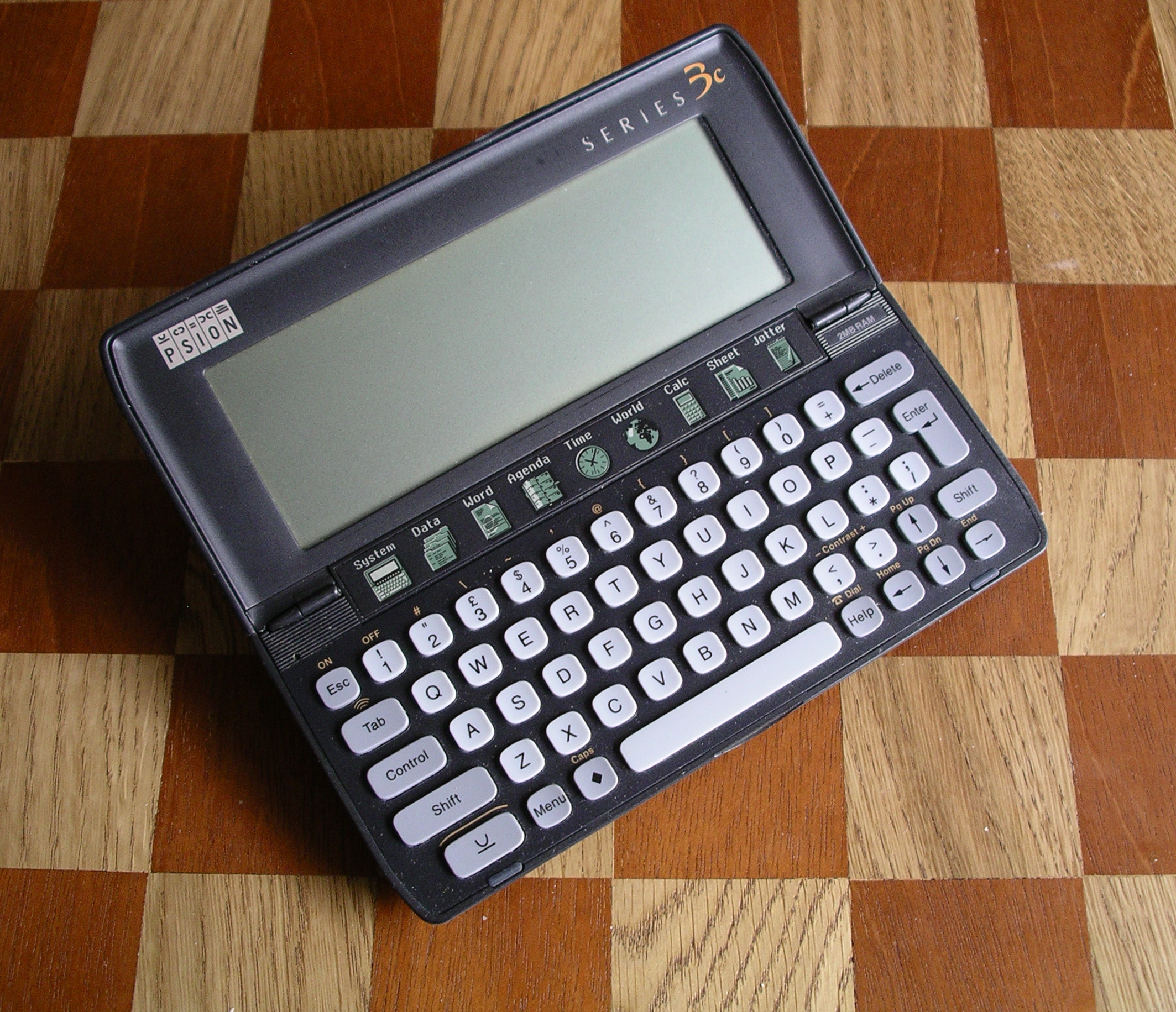
Psion 3c

Der 1996 folgende Versionssprung zum Serie 3c brachte erstmals einen Infrarot-Port (der aber nicht IrDA-kompatibel ausgelegt war), einen dreimal so schnellen seriellen Port (mit 57 kBit/s) und an neuer Software die Notizen (Jotter), den Dateimanager (File) sowie die Terminübersicht. Der Kaufpreis betrug 450 £ (1200 DM / 600 €).
Die vorerst nur am amerikanischen Markt erhältliche, abschaltbare Hintergrundbeleuchtung wurde erst nach Protesten des europäischen Marktes in Newsgroups und Online-Foren nachgeliefert. Das Credo des geringen Batterieverbrauches verknüpft mit der geradezu legendären Laufzeit von bis zu 60 Stunden mit zwei Alkalibatterien wurde vor technologische Innovationen gestellt. Ein Zug von PSION, der sich beim Trend des Marktes zu Farbbildschirmen wiederholen sollte.

### Psion Serie 3mx
Das letzte Psion Consumermodell, das mit dem 16-Bit-Betriebssystem SIBO (Sixteen Bit Organizer) ausgestattet war, ist der 1998 erschienene Serie 3mx. Er hat ein robustes mattgraues Metallicfinish, 2 MB RAM, einen dreimal so schnellen NEC V30MX Prozessor (mit 27,68 MHz getaktet) und eine serielle Schnittstelle mit 115 kBit/s. Der Kaufpreis betrug 300 £ (900 DM / 450 €). Kurz nach dem Start des revos wurde 1999 die Serie 3-Reihe endgültig eingestellt, die einzigen Geräte mit SIBO sind die aktuellen Workabout mx. Zu den neuen Features des Betriebssystems zählen der Schalter für die Geschwindigkeitsbremse auf 3a/c-Niveau sowie die grafische Darstellung und die Schnittfunktion in der Sounds-Applikation. Die Schnelligkeit des 3mx kann mit den späteren Geräten voll mithalten, ein Verdienst des schlanken Betriebssystems.
Die Serie 3 (classic, a, c, mx) wurde so zum VW Käfer von Psion mit über 1,5 Millionen Geräten der Serie 3-Bauform weltweit.

### Psion Serie 5
Mit der Vorstellung des Psion Serie 5 am 16. Juni 1997 in London begann eine neue Ära für PSION. Ein ARM 710 RISC-Prozessor mit 18,43 MHz, 8 MB RAM und das gänzlich neue EPOC 32-Bit-Multitasking-Betriebssystem ließen aufhorchen. Der Bildschirm hat nun Halb-VGA-Größe (640 × 240 Pixel), ist drucksensitiv, d. h. mit dem im Gerät aufbewahrten Stift konnte man „Mausaktionen“ durchführen, also Klicken, Ziehen etc. Am Rande des Schirms liegen siebgedruckte Icons, welche Grundfunktionen wie Zoom oder IrDA-Infrarotübertragung ROM-Software zum Direktzugriff bereitstellen. Der neu eingeführte CompactFlash-Slot führte die Speichererweiterungen endlich auf einen genormten Pfad, der mittlerweile bis über 2 GB Größe reicht und mit Digitalkameras und MP3-Playern sowie mit Hilfe eines optionalen Adapters auch PC Card-kompatibel ist. Allerdings ließen sich nur wenige PC-Cards anschließen, etwa die ebenfalls von Psion stammenden „Gold“-Modemkarten.
Der Klappmechanismus des Serie 5, der eine der kleinsten vollwertigen Tastaturen aus dem Gerät herausfahren lässt, die Unterbringung des Stiftes für den drucksensitiven Bildschirm und die Schächte für Compact-Flash-Karten und Sicherungsbatterie sowie Schnittstelle und Lautsprecher sind passend in das Gehäuse integriert.
Der Startpreis mit 499 £ (1500 DM / 750 €) war zwar hoch, das Gerät aber so interessant, dass die Verkäufe gut anliefen. Der Serie 5 errang viele Preise für das gute Industrial Design. Die später auf www.psion.com veröffentlichten Designskizzen des Geräts mit dem Codenamen „Protea“ machen das offensichtlich. Das Überspringen der Versionsnummer 4 wurde mit der unangenehmen Bedeutung erklärt, welche die englische Zahl „Four“ im Japanischen und Chinesischen haben soll. Der weitgehend kompatible Osaris von Oregon Scientific, der als Zwischending zwischen Revo und 5er gelten kann, war allerdings mit einem Betriebssystem der Version 4 ausgestattet.
Langjährige PSION-Anwender bemängelten bald einige Abstriche, die das Gerät und das Betriebssystem hatten. Der Bildschirm war wegen Hintergrundbeleuchtung und Touchfolie eher graugrün als schwarzweiß, die Batterielebensdauer betrug im Gegensatz zur Serie 3 „nur mehr“ 20 Stunden, und mit der Gummibeschichtung gab es immer wieder Gewährleistungsansprüche, die aber meist problemlos erfüllt wurden. Das Betriebssystem musste trotz der Oberfläche, die dem Serie 3 sehr ähnlich geblieben ist, mit einigen Einschränkungen auskommen. So wurde nur ein Aufwärtskonverter für Daten der 3er auf den 5er geliefert, nicht jedoch umgekehrt. Die RTF-Fähigkeit der Textverarbeitung fiel weg mit dem Argument, die PC-Synchronisierung der neuen Version von PsiWin ermögliche ausreichende PC-Kompatibilität. Die Agenda ließ Funktionen wie Terminübersicht und Listenansicht vermissen. Die Tabelle konnte nicht sortiert werden. Neu waren hingegen der nachträglich zu installierende Webbrowser „Web“, der in Form der Messagesuite (inkl. Mail und TCP/IP-Stack) ab Version 1.52 brauchbar war.
Immer wieder Anlass zu Kritik war die mangelhafte Batterieversorgung: Wer Akkus benutzte, musste mit ungenauer Laufzeitangabe leben. Duracell-Batterien, die über eingebaute Testknöpfe verfügen, wurden im engen Batterieschacht oft so eingeklemmt, dass die Testknöpfe dauerhaft betätigt wurden und sich die Batterien in Minuten entluden.
Prototypen der Serie 5 Classic mit auf der Oberseite aufgravierten Seriennummern, welche in Gelb und Grün an Angestellte und Entwickler zum Feldtest ausgegeben wurden, sind zu seltenen Sammlerstücken geworden.

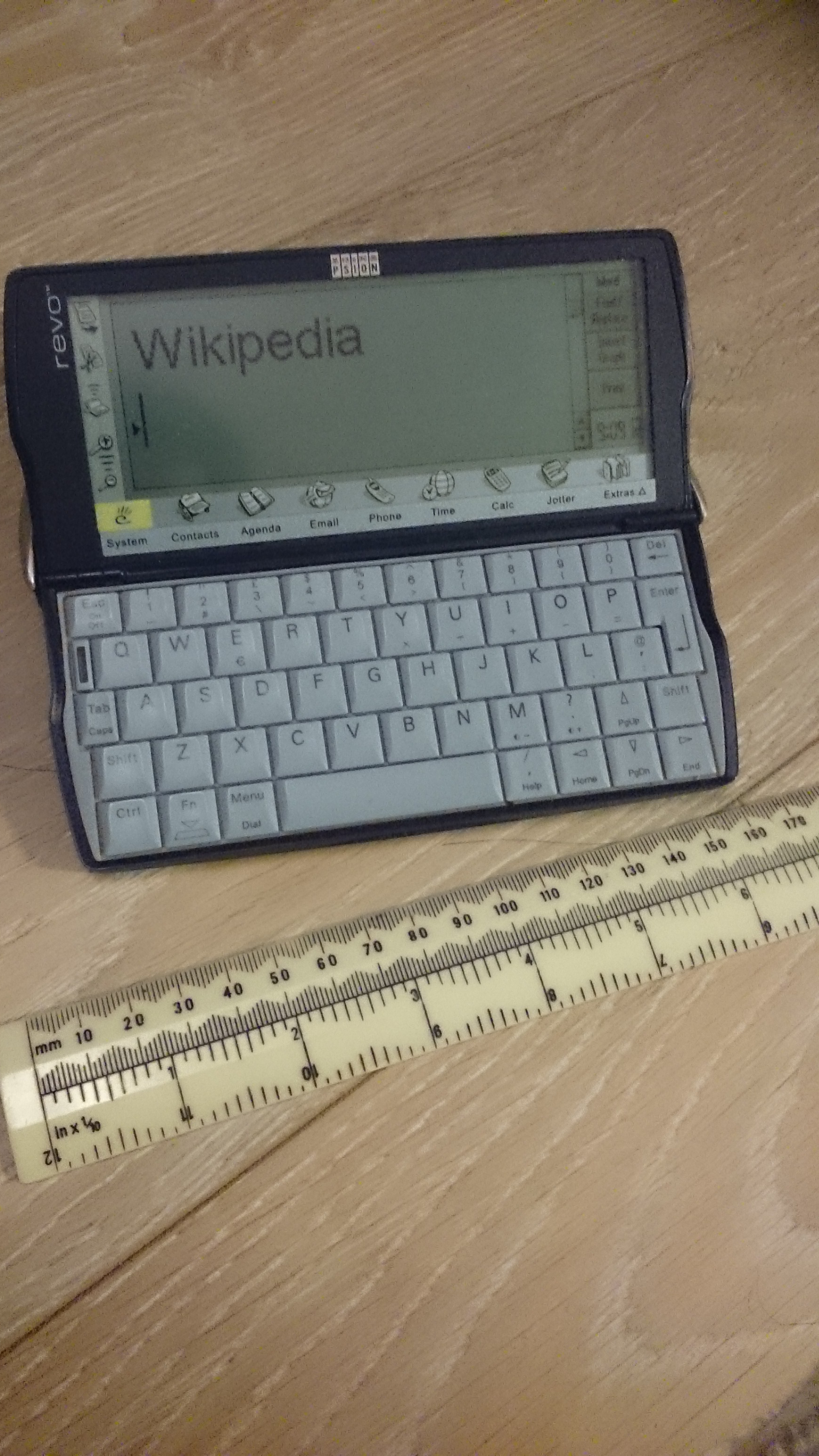
Psion Revo

### Psion Revo
Der Psion Revo ist mit ca. 200 g ein besonders kleiner Vertreter der Tastatur-PDAs.
Er besitzt mit der 36 MHz ARM710T RISC CPU den gleichen Prozessor wie der größere Psion 5 mx (pro), eine Infrarot-Schnittstelle sowie einen Lautsprecher zur Wiedergabe von „monophonen“ Signalen. Das unbeleuchtete Touchscreen-Display hat eine Auflösung von 480 × 160 Pixel mit 16 Graustufen. Der Kontrast ist dank einer eingearbeiteten Reflexfolie sehr gut.
Der Speicher beträgt 8 MB im Standard-Gerät und 16 MB in der „Plus“-Ausführung, die als S3 oder Diamond mako praktisch baugleich in den USA erhältlich war. Diese Speichermenge steht dem Benutzer voll zur Verfügung, da das Betriebssystem in einem eigenen ROM untergebracht ist. Speichererweiterungen in Form von Flashkarten o. ä. sind nicht möglich; ebenso ist der Akkumulator fest eingebaut. Der Kaufpreis betrug beim Psion Revo 300 £ (900 DM / 450 €), beim Revo Plus 350 £ (1050 DM / 525 €).
Für das 32-Bit-Betriebssystem EPOC Release 5 gibt es zahllose Programme, bis hin zum satellitengestützten Navigationssystem. Der Anschluss des GPS gestaltet sich allerdings etwas umständlich, da der Revo nur über die Dockingstation eine RS-232C-Schnittstelle und IrDA, jedoch kein Bluetooth hat.
Der Revo wird wie die meisten Psion-Geräte geklappt, wodurch das Display und die Tastatur gut geschützt sind. Durch die Klapp-Bewegung sind jedoch wie beim 5 MX die internen Verbindungskabel einer Belastung ausgesetzt, die zum Ausfall der Geräte führen können. Ein typischer Effekt ist das Abschalten des Gerätes bei Erzeugung eines Tones. Bei dem erhöhten Strombedarf sinkt die Spannung wegen der Beschädigung des Verbindungskabels zu stark ab, so dass das Gerät abschaltet. Die Ladeelektronik und die verwendeten NiMH-Akkus waren auch eine Fehlerquelle, die jedoch durch Ladeverhalten, Monitorprogramme (z. B. Chadis) und Akkutausch in den Griff zu bekommen war.

### Psion Serie 5mx

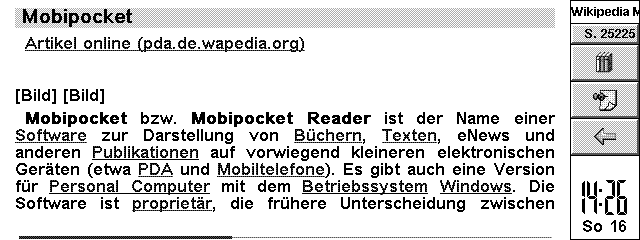
Wikipedia im Mobipocket auf einem Psion Serie 5

5mx bezeichnet eine Organizer-Serie von Psion, die von 1999 bis 2002 produziert wurde und in Form von Nachproduktionen immer noch erhältlich ist.
Da der 5mx mit zwei handelsüblichen Akkus oder Batterien vom Typ AA betrieben wird, ist der Benutzer auf Reisen PDA-untypisch unabhängig von Steckdosen, da Mignons praktisch überall erhältlich und für AA-Akkus diverse Ladegeräte (Solarzellen, Dynamo etc.) verfügbar sind. Der CompactFlash-Karten-Schacht ermöglicht es sowohl, den Speicherplatz um 2 GB zu erweitern, als auch Daten zwischen verschiedenen Geräten zu übertragen.
Im Gegensatz zum Vorgänger, dem Psion Serie 5, verfügt der 5mx über einen 36 statt 18 MHz schnellen ARM710T-RISC-Prozessor, 16 (5mx), 24 (5mx PRO) oder 32 (5mx PRO) MB Arbeitsspeicher, einen schnelleren CompactFlash-Karten-Slot, WAP- und Web-Browser und das neuere Betriebssystem EPOC Release 5 mit einigen Optimierungen, die für spürbar flüssigeres Arbeiten sorgen und Datenaustausch per IrOBEX ermöglichen. Das Gehäusedesign wurde marginal verändert; der Hauptunterschied zum Serie 5 (classic) ist die Verwendung eines Beschichtungsmaterials, das nicht den „Peeling-Effekt“ aufweist, welcher bei den älteren Geräten zum Ablösen der Gehäusegummierung führen kann. Der Kaufpreis des Serie 5mx betrug 400 £ (1300 DM / 650 €) bis 500 £ (1600 DM / 800 €) beim 5mx PRO. Der Serie 5mx wiegt 365 g, hat einen 640 × 240 Pixel großen Touchscreen-Bildschirm mit 16 Graustufen, zuschaltbarer grünlicher Hintergrundbeleuchtung und gegenüber dem Serie 5 (classic) einen leicht verbesserten Kontrast. Neben der Infrarot- ist eine serielle RS-232-Schnittstelle vorhanden, so dass andere Geräte leicht angesteuert werden können. Da sowohl ein Lautsprecher als auch ein Mikrofon vorhanden sind, können bequem Sprachnotizen aufgezeichnet und einzeln angesprungen werden, was mit Hilfe der drei Steuertasten am Gehäuse auch im zugeklappten Zustand möglich ist.
Eine Besonderheit der 24 und 32 MB-5mx-PRO-Modelle ist das RAM-only-Design: das Betriebssystem wird beim Kaltstart (einmalig nach Verlust jeglicher Stromversorgung nötig) komplett in einen geschützten Bereich des Arbeitsspeichers geladen und befindet sich nicht – wie sonst üblich – in einem ROM. Betriebssystemupdates bzw. -wechsel sind dadurch sehr einfach möglich. Diese Möglichkeit wurde jedoch von Psion kaum genutzt, auch wenn angeblich geplant war, für Großkunden speziell angefertigte Betriebssystem-Varianten anzubieten.

### Ericsson MC218 Communicator
Der Ericsson MC218 ist bis auf einige kleine Softwareänderungen (im ROM vorinstallierter Webbrowser „Ericsson Mobile Internet“ und einige andere kleine Unterschiede zum Psion) und das Branding des Unternehmens Ericsson mit dem Psion Serie 5mx identisch. Der Ericsson MC218 wurde, wie der Psion Serie 5mx 1999 auf den Markt gebracht, verkaufte sich aber nicht besonders gut, weshalb die Produktion schon 2000 eingestellt wurde. Bei Geräten, die nach 2000 wegen eines Garantiefalls eingeschickt wurden, hat man die defekten Teile kurzerhand durch Originalteile des Psion Serie 5mx ersetzt, da rein mechanisch kein Unterschied zwischen den Geräten besteht.

### Psion Serie 7
Der Psion Serie 7 war die günstigere Consumerversion zum Psion netBook. Größe, Gewicht und Design stimmten mit der nachfolgenden netBook-Serie überein. Die Serie 7 ist ausschließlich in Großbritannien vertrieben worden. Der Kaufpreis betrug 650 £ (2100 DM / 1050 €). Die Serie 7 besaß einen 133-MHz-Prozessor, 16 MB RAM (auf 32 MB erweiterbar), einen 7,7"-Touchscreen mit 4096 Farben. Als Betriebssystem kam EPOC ER5 (ähnlich zum Serie 5MX) zum Einsatz. Das Gerät besaß einen PCMCIA-Slot, einen Steckplatz für CompactFlash-Karten (bis zu 2 GB) und eine vollwertige Tastatur. Mit einer Akkuladung hielt die Serie 7 knappe acht Stunden Betrieb durch. Bedingt durch ihre Ähnlichkeit (CPU und Betriebssystem) zur Serie 5MX liefen viele „alte“ Programme der 5er Reihe auf der 7er. Der Psion Serie 7 wurde zwischen 1999 und 2000 hergestellt. Die Serie 7 lässt sich durch ein netBook Personality ROM in ein netBook (auch 7Book genannt) verwandeln. Durch das geänderte ROM (steckbar) ändert sich der CPU Takt von 133 MHz auf 190 MHz, das RAM von 16 auf 32 MB (mit Erweiterungskarte auf max. 64 MB), das Betriebssystem wird von CF-Card bootbar, was auch eine deutschsprachige System-Version ermöglicht.

### Psion netBook
Das Psion netBook ist nicht mehr in die Familie der Electronic Organizer einzuordnen, da es von der Größe her (größer als DIN A5 und über 1 kg schwer) eher in die seinerzeitige Produktklasse „Subnotebook“ fällt. Mit seiner „70-Prozenttastatur“ (Tastaturfläche gegenüber 100 Prozent einer normalen PC-Tastatur; das Tastenraster beträgt 17 mm, also 89 % der Standardbreite und -tiefe), seinem farbigen DSTN-Bildschirm mit 256 Farben und einer Auflösung von 640 × 480 Pixel ist schon fast gängiges Arbeiten mit 10-Fingersystem möglich. Die Programmpalette entspricht der des Psion 5mx/Pro, während die Schnittstellen um einen PCMCIA-I/O-Slot für Netzwerkkarten etc. ergänzt sind – eine für die damalige Zeit zwar kostspielige aber revolutionäre Entwicklung. Der Kaufpreis betrug 900 £ (3000 DM / 1500 €).
Eine bis auf die Farbe äußerlich baugleiche, aber abgespeckte und etwas kostengünstigere Variante des netBook war in Großbritannien als Psion Series 7 erhältlich. Der Prozessortakt ist durch Firmware (das sog. Personality Module) auf 133 MHz reduziert, das Betriebssystem ist in einem ROM und der Speicher umfasst nur 16 MB RAM. Je nach Motherboard-Version ist auch der PCMCIA-Slot mit einer Strombegrenzung versehen, der den Einsatz von leistungshungrigen Karten wie WLAN oder MicroDrive (im CompactFlash-Adapter) ausschließt.
Als letztes Modell erschien 2004 das netbook pro mit einem ähnlichen Aufbau, aber einem Intel XScale PXA255-Prozessor mit 400 MHz, 128 MB RAM, und einem höher auflösenden (800 × 600), hintergrundbeleuchteten TFT-Bildschirm mit Touchscreen-Funktion. Es war nicht mehr mit EPOC, sondern mit Windows CE ausgestattet und verfügte über Schnittstellen für PCMCIA, CompactFlash (Type II), SD/MMC wie auch IrDA, USB und RS-232. Äußerlich etwas weniger edel (mit einem textilen Bezug statt des Leders), verfügte das netbook pro über die gleiche hochwertige Tastatur wie das netbook und ermöglichte dank seines großen Akkus langes Arbeiten ohne Stromnetz.
Streit um Namensrechte: Die Bezeichnung Netbook wurde vom PC-Hersteller Intel im Februar 2008 für Mini-Notebooks benutzt, obwohl Psion sein „netBook“ bereits seit dem Jahr 2000 vermarktete. Außerdem lag eine deutsche Wortmarkeneintragung vom 2. Oktober 2008 vor. Psion Teklogix beansprucht die Bezeichnung „Netbook“ für sich. In einem Brief an Webseiten und Portale, die den Begriff in ihrer Berichterstattung verwenden, wies das Unternehmen an dies künftig zu unterlassen – das Trademark läge bei ihnen.
Google hatte daraufhin im Februar 2009 den populären Begriff „Netbook“ in seine Sperrliste für Adwords-Werbung aufgenommen. Psion gab im Juni 2009 auf seiner Website bekannt, dass es nun jedem Unternehmen erlaubt sei, den Begriff Netbook zu verwenden. Das Unternehmen habe sich im Rechtsstreit mit Intel „friedlich geeinigt“, heißt es in der Erklärung.

## SIBO
SIBO bedeutet „SIngle Board Organizer“ oder „SIxteen Bit Organizer“ und ist ein Oberbegriff für die Architektur älterer Psion-PDAs, auf denen das von Psion entwickelte Betriebssystem EPOC16 läuft.
SIBO-Maschinen sind:
- Die Serie 3, 3a, 3c, 3mx und Siena Handheld-Computer bzw. -Organiser.
- Die HC/Workabout/Workabout MX Industrie-Handhelds z. B. für den Logistikbereich.
- Die MC 200, MC 400/Word waren Notebook-Vorläufer.

Von diesen Geräten sind der Serie 3 und der HC diejenigen, die nur mit einer älteren Version von EPOC16 arbeiten können. Sie können nur Schwarz und Weiß auf dem Display darstellen, alle anderen beherrschen vier Graustufen.
SIBO verfügt bereits über präemptives Multitasking, aber alle Prozesse sind auf Datensegmente von je 64k begrenzt; es können auch nur 24 Prozesse aktiv sein (von denen das Betriebssystem allein schon sechs belegt); der maximale Speicher beträgt 512 kB.